# 레이라니 비숍
레이라니 비숍(Leilani Bishop, 1976년 9월 11일 ~ )은 미국의 배우, 모델, 영화배우이다. 호놀룰루에서 태어났다.
15세에 그녀는 카우아이에서 제트 세트 모델스(Jet Set Models)의 모델 에이전트인 신디 카우아우니(Cindy Kauanui)의 눈에 들어왔으며 이후 플레어(Flare) 및 얼루어 잡지의 표지에 등장했으며 토미 힐피거, 발렌시아가, 에스프릿(Esprit) 및 빅토리아 시크릿과 같은 고객을 대상으로 하는 모델이 되었다.
1994년 비숍은 홀 (밴드)의 앨범 Live Through This의 표지에 미인대회 복장을 입고 얼굴에 마스카라를 바르고 등장했다. 그녀의 사진은 엘렌 폰 운베르트가 촬영했다.
2000년 영화 '인턴'에서 그녀는 "가출한 사람을 부루퉁하게 만드는 가장 무례하고 이기적이며 자기애적인 커버걸" 레진 역을 연기했다.
캘리포니아주 샌타모니카에 본부를 둔 비영리 단체인 위먼 포 더 월드(Women for the World)의 창립자이자 회장이다. 2012년에 비숍은 레이라니 비숍(Leilani Bishop) 향수 컬렉션을 만들었다.

## 영화
- 더 인턴 (2000년)